# Papuligobius uniporus
Papuligobius uniporus es una especie de peces de la familia de los Gobiidae en el orden de los Perciformes.

## Morfología
- Los machos pueden llegar a alcanzar los 6,5 cm de longitud total.
- Número de vértebras: 26.[1]

## Hábitat
Es un pez de Agua dulce, de clima tropical y demersal.

## Distribución geográfica
Se encuentran en Asia: cuenca del río Nam Ma (Laos) y, probablemente también, en el Vietnam.

## Observaciones
Es inofensivo para los humanos. 